# Mei (Baoji)
Mei (en chino, 眉; pinyin, Méi) es un condado  bajo la administración directa de la Prefectura Baoji en la Provincia de Shaanxi, República Popular China.  Su área es de 857 km² y su población total para 2010 superó los 300 mil habitantes. 

## Administración
Desde julio de 2020, el  Condado Mei se divide en 8 pueblos que se administran en 1 subdistrito y 7 poblados.